# Cerveza Patricia
Patricia es una marca de cerveza uruguaya, producida por la Compañía Salus. 
Es una de las pocas cervezas en el mundo elaboradas con agua mineral natural, que surge de las Sierras de Minas, donde es elaborada el agua mineral Salus.

## Historia
En el año 1936, la Compañía Salus comenzó a fabricar una marca de cerveza bajo el nombre de Cerveza Serrana, que en 1956 pasaría a llamarse como Cerveza Patricia.  En dicha época se comercializó únicamente en dos variedades: clara y negra.

#### Accionistas
A fines del año 2000 la Compañía Salus fue adquirida por Danone y Ambev, empresas francesa y brasileña, respectivamente, quedando como propietaria del sector cervecero la empresa Ambev.

## Planta
Es fabricada en la planta de producción ubicada dentro de la Reserva Natural Salus, en la ciudad de Minas sobre el kilómetro 109 de la autopista nacional número 8.

## Galería

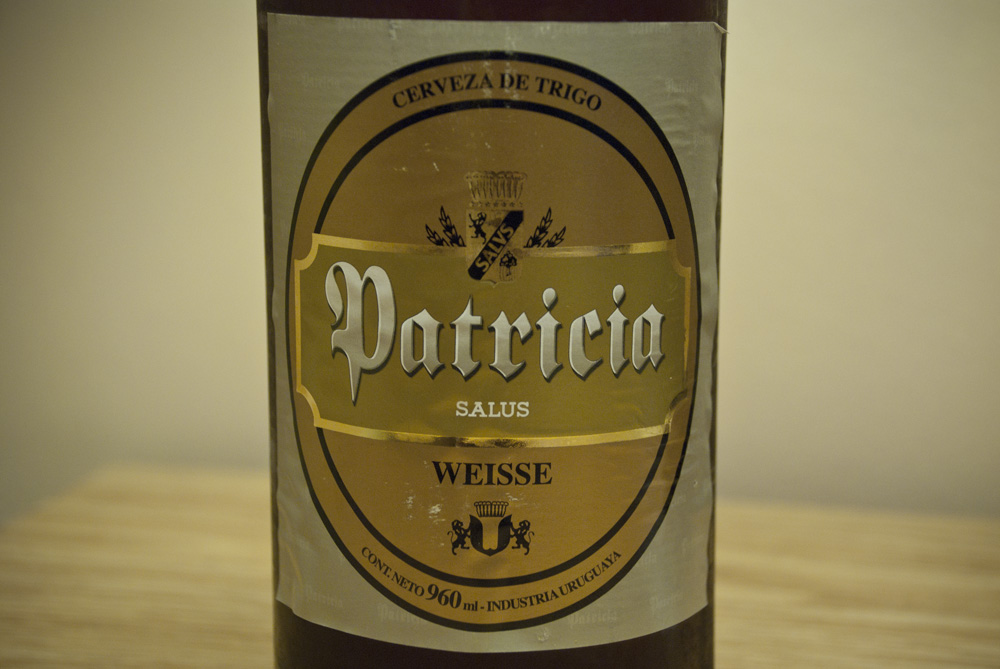
Cerveza Patricia Weisse

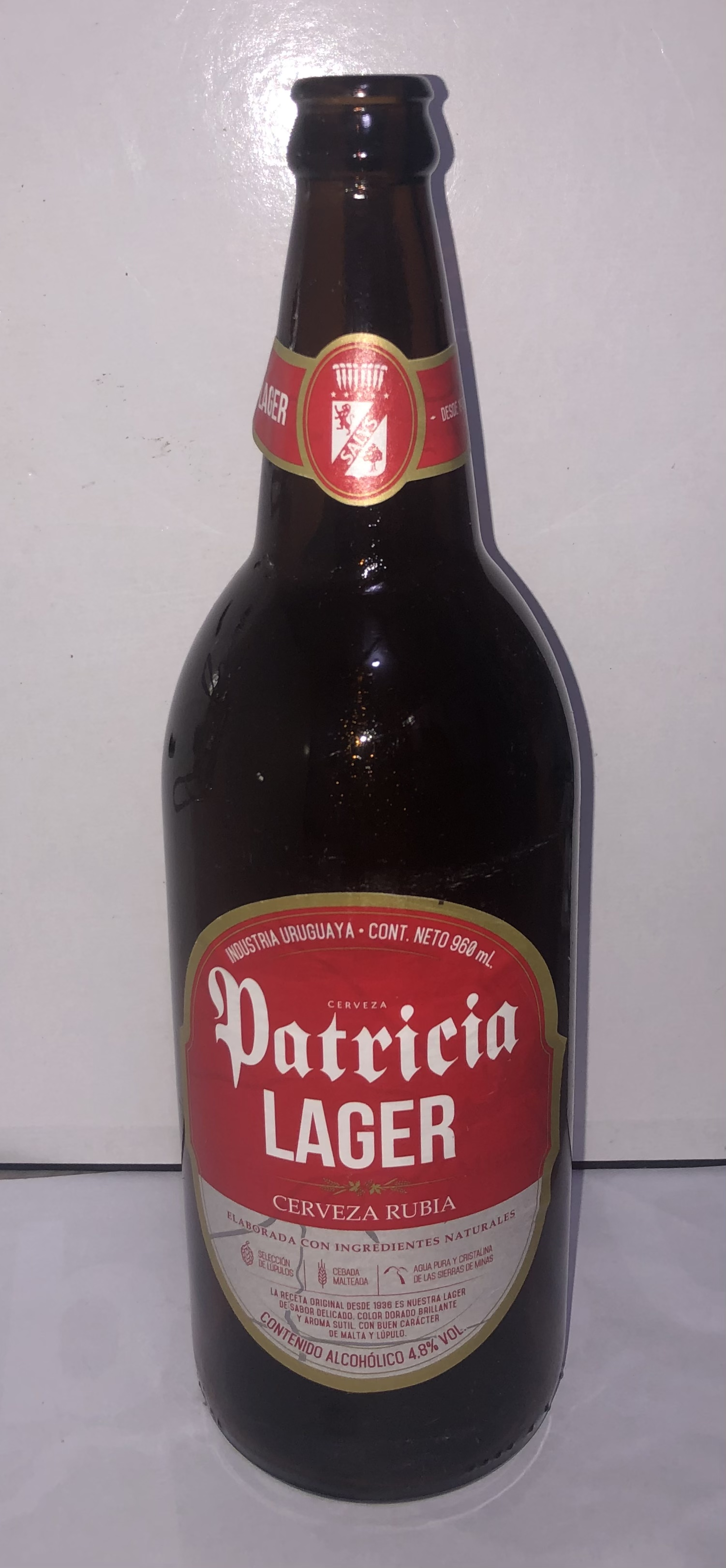
Cerveza Patricia Lager en botella

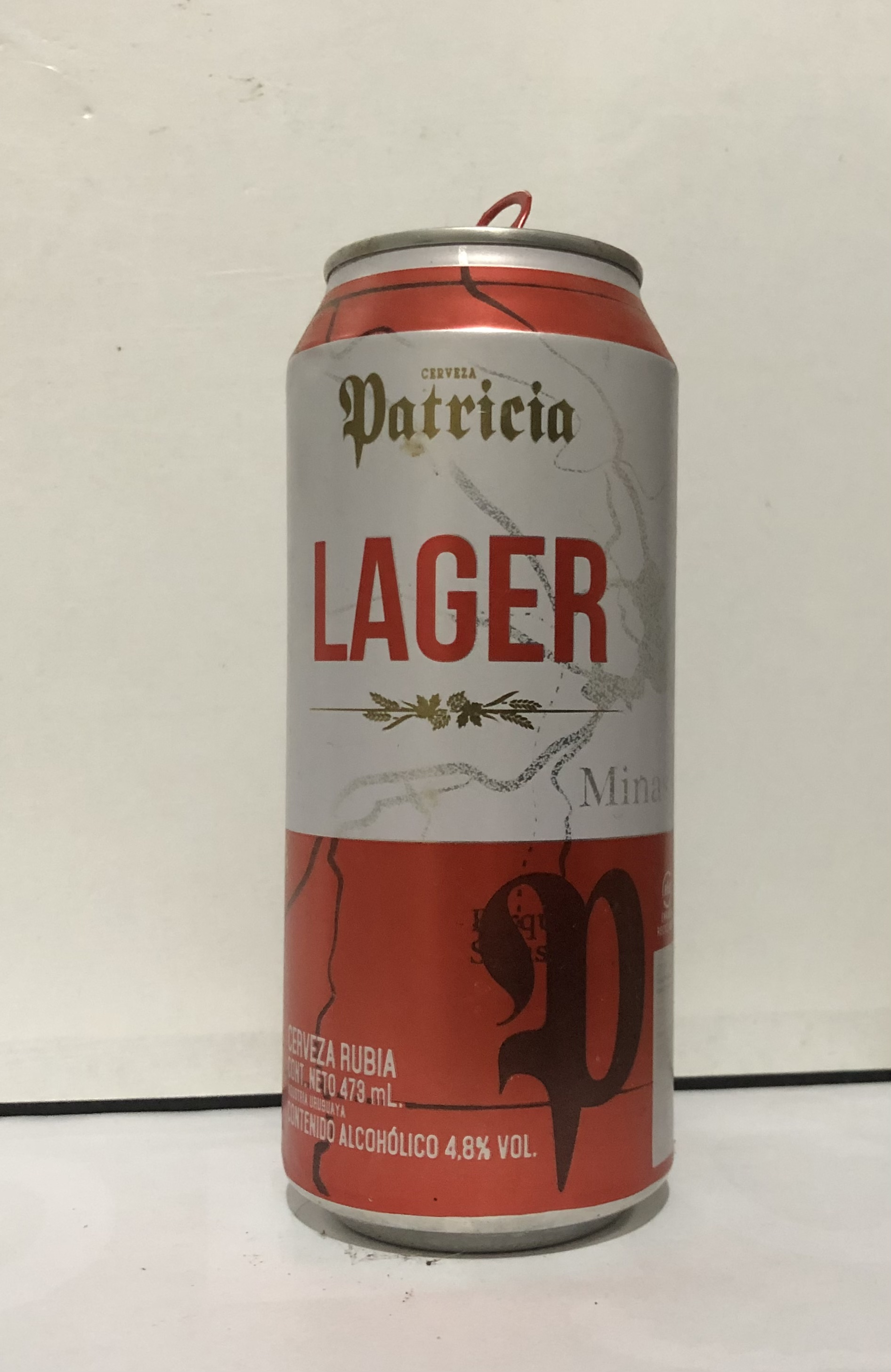
Cerveza Patricia en lata

## Variedades
- Weisse: cerveza de trigo o Weissbier.

- Rubia: cerveza lager clásica.
- Dunkel: cerveza negra.
- Porter: cerveza negra de tres maltas distintas.
- Barley Wine: vino de cebada Barley wine.